# Морейнис, Лев Константинович
Лев Константинович Морейнис (20 декабря 1886, Каменец-Подольский — 15 октября 1937, Винница) — украинский советский химик, фармацевт.

## Биография
Учился на фармацевтическом отделении в Императорском университете Святого Владимира в Киеве (окончил в 1913 году), состоял в партии социалистов-революционеров, сначала российской, с 1917 года — в украинской. В 1917 году был кандидатом в киевскую городскую думу и во Всероссийское Учредительное собрание по подольскому избирательному округу от Украинской партии социалистов-революционеров. Состоял в переписке с видными деятелями Народной воли, в том числе с Верой Фигнер, Н. А. Морозовым. В 1917—1918 годах возглавлял фармацевтический отдел Министерства народного здоровья и попечительства Украинской народной республики. В 1918 году вошёл в состав подкомиссии по делам реформирования медико-санитарных дел в Украине.
Научной работой занимался с 1914 года. С 1922 года был директором и первым заведующим кафедрой фармацевтической химии винницкого фармацевтического техникума и одновременно профессором агробиологического отделения Винницкого педагогического института. В 1926 году добился разрешения вести свой курс фармацевтической химии в винницком фармацевтическом техникуме без предварительной цензуры на украинском языке.
В 1920-е годы был научным сотрудником Кабинета изучения Подолья. В 1933 году стал одним из основателей Винницкого медицинского института (первоначально фармацевтического, организованного на основе фармцевтического техникума), первым заведующим кафедрой химии и фармакологии (1933—1937). Его брат, Яков Константинович Морейнис, был первым заведующим кафедрой биохимии там же (1933—1936). Жил в квартире № 13 во 2-м доме облисполкома № 15 на улице Котовского в Виннице.
Л. К. Морейнис — автор монографии «Етерові олії: До питання про організацію виробництва у Вінниці етерових олій» (эфирные масла: организация производства эфирных масел, Винница: Типография им. Ленина, 1929), переиздававшегося учебника «Основи фармацевтичної хемії» (Основы фармацевтической химии, 1929; 2-е издание — Киев, 1934; 3-е издание — Киев, 1937), — первый учебник по этой дисциплине на украинском языке.
Умер от злокачественной опухоли 15 октября 1937 года в Виннице. Незадолго перед смертью был заподозрен в шпионаже в пользу Японии (его брат Яков в этому времени уже был репрессирован).

## Семья
- Жена — Казимира Оттоновна Морейнис (в девичестве Вахлиовская).
  - Дочь — Наталья Львовна Морейнис, работала журналисткой в областной газете «Більшовицька правда». 
    - Внуки — социолог Юрий Александрович Левада и журналист-международник Евгений Александрович Левада (1939—2000)[18].

## Публикации
- Пятилетие, 3-й выпуск и конференция стажёров, окончивших Винницкий фармацевтический техникум им. В. И. Ленина / Л. Морейнис. Одесса: 1-я Гостипография им. К. Маркса, 1926. — 18 с.
- О подготовке работников в области научной фармации / Проф. Л. К. Морейнис. Одесса, 1927.
- Основи фармацевтичної хемії (підручник) / Л. Морейніс. Харьков—Киев: Держвидав, 1929. — 504 с.; 2-е вид., доповнене, переробл. й випр. К., 1934. — 424 с.; 3-е вид., випр. та доп. К.: Державне медичне видавництво, 1937. — 345 с.
- Етерові олії: До питання про організацію виробництва у Вінниці етерових олій. Винница: Вин. держдрук. ім. Леніна, 1929. — 67 с.; 1934. — 79 с.

## Галерея
- Фотопортрет Л. К. Морейниса